# Listă de grupuri de companii din România
Aceasta este o listă de grupuri de companii din România:
- Aaylex
- Agricola Bacău
- Altrom
- Ana Holding
- Asesoft
- Atlassib
- Bega Grup
- Castrum Group
- Compexit Group
- Constam
- DP Holding
- European Drinks (grup)
- Farmexim (grup)
- Fildas
- Grampet
- Holdingul GRIVCO
- ICCO
- InterAgro
- Țiriac Holdings
- Izometal Confort
- Marex
- MG-Tec Grup
- Powertek
- Pro Confort Group
- Rin Group
- Romstrade (grup)
- RTC Holding
- Serviciile Comerciale Române
- Supreme Group
- Tender SA
- Tofan Grup
- Unicom Holding
- Upetrom Grup
- UTI Grup
- Vega Holding